# Lake Waiau (Hawaii)
Der Lake Waiau ist ein kleiner alpiner Bergsee, der sich unterhalb des Gipfels des Mauna Kea auf Hawaii befindet. Nach dem Verdampfen des Green Lake durch einen Lavastrom des Kīlauea-Ausbruchs im Mai 2018 ist er der einzige verbliebene Süßwassersee der Insel.
Der Lake Waiau liegt auf einer Höhe von 3970 Metern innerhalb des Puʻuwaiau-Kraters. Er ist annähernd herzförmig und besitzt einen maximalen Durchmesser von etwa 100 Metern bei einer maximalen Wassertiefe von 2 bis 2,5 Metern. Der See wird ausschließlich durch Niederschläge beziehungsweise Schmelzwasser gespeist und besitzt dabei ein Einzugsgebiet von 135.000 m². Der Wasserstand des Lake Waiau schwankt im Verlaufe des Jahres mit einem maximalen Wasserstand am Ende der Schneeschmelze, der dann im Verlauf des Jahres abnimmt und im August oft unterhalb von einem Meter liegt. Ab einer Wassertiefe von 2,3 Metern besitzt der See an seiner Westseite einen Abfluss, der sich in die Pōhakuloa-Schlucht ergießt. Die durchschnittliche Oberfläche des Sees liegt bei etwa 6000 m², hierbei beträgt die Oberfläche gegen Ende des Sommers meist nur noch ein Drittel der Fläche am Ende des Winters.
Der Boden des Lake Waiaus stellt im Gipfelbereich eine Besonderheit dar, da dieser sonst nur über wasserdurchlässige Bodenschichten verfügt und das Wasser an anderen Stellen einfach versickert. Als ein  Grund für die wasserundurchlässige Bodenschicht an der Stelle des Sees wird die Existenz von Permafrost in Erwägung gezogen, der bisher aber nur an einer anderen Stelle im Gipfelbereich nachgewiesen wurde. Gesichert ist hingegen, dass sich auf dem Grund des Sees eine mindestens 7,5 Meter dicke Sedimentschicht befindet.
Von 2010 bis 2013 schrumpfte der Lake Waiau massiv und im Herbst 2013 betrug seine Oberfläche nur noch 2 % der normalen Fläche. Der genaue Grund für den Wasserverlust ist derzeit nicht bekannt. Als ein möglicher Grund wird das Auftauen des vermuteten Permafrostbodens und der daraus resultierende Verlust einer wasserundurchlässigen Bodenschicht diskutiert. Nach einem besonders nassen Winter 2013/2014 nahm der See im Frühjahr 2014 wieder etwa 75 % seiner ursprünglichen Wasserfläche ein und in der Folgezeit seine volle ursprüngliche Größe. Es wird daher jetzt vermutet, dass der Rückgang seit 2010 wohl nur durch eine vierjährige relativ niederschlagsarme Trockenperiode im Gipfelbereich des Mauna Kea verursacht wurde.
Der Lake Waiau spielt auch eine Rolle in der Mythologie der Ureinwohner Hawaiis. Neben Poliʻahu werden zwei weitere Schneegöttinen, Lilinoe und Waiau, mit dem Mauna Kea in Verbindung gebracht. Nach einer Vermutung von William D. Westervelt ist der See nach der gleichnamigen Göttin benannt, da sie ihn als Badeplatz nutzte. Der Gipfelbereich des Mauna Kea einschließlich des Sees war eine heilige Stätte und ursprünglich nur Priestern und Häuptlingen zugänglich. Später unternahmen gelegentlich Mitglieder der königlichen Familie eine Reise zum Gipfelbereich, als letztes Mitglied besuchte die Königin Emma 1881 den Gipfel und nahm dabei auch ein Bad im Lake Waiau.

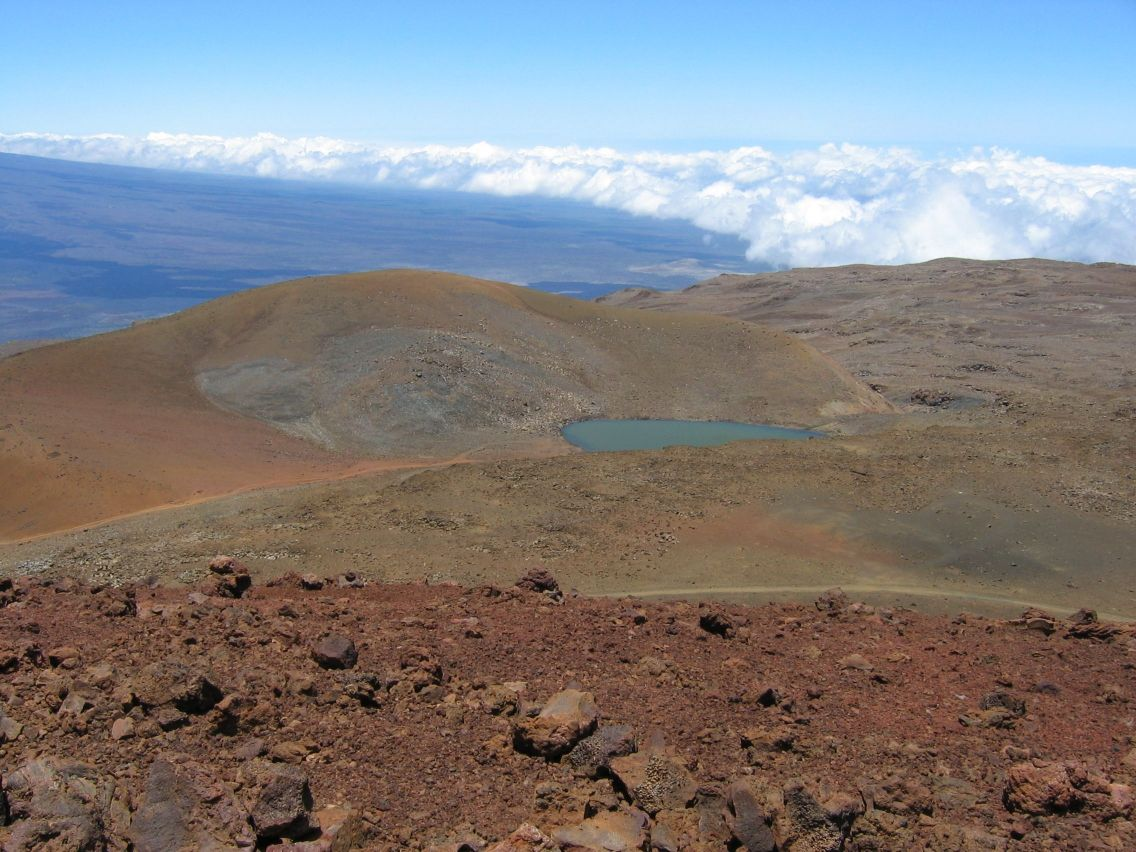
Lake Waiau, Ansicht vom Gipfel, Mai 2005
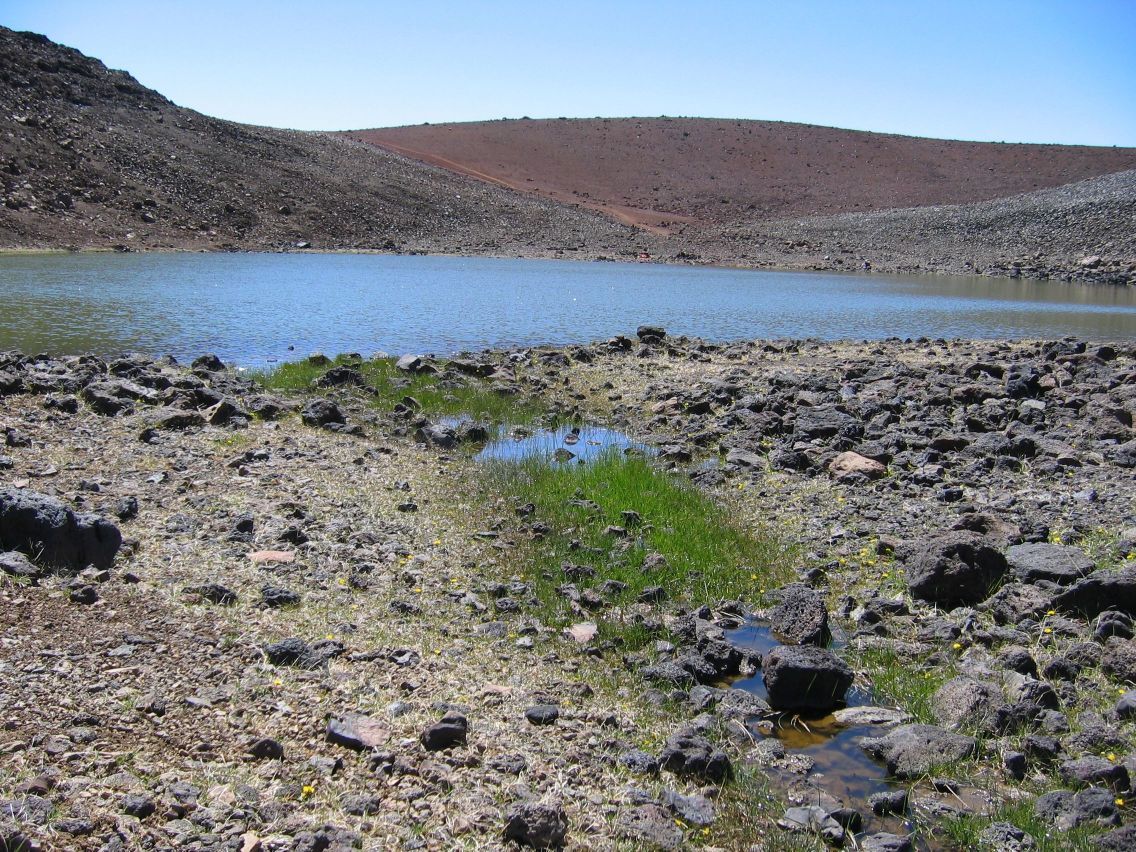
Lake Waiau, Abfluss, Mai 2005
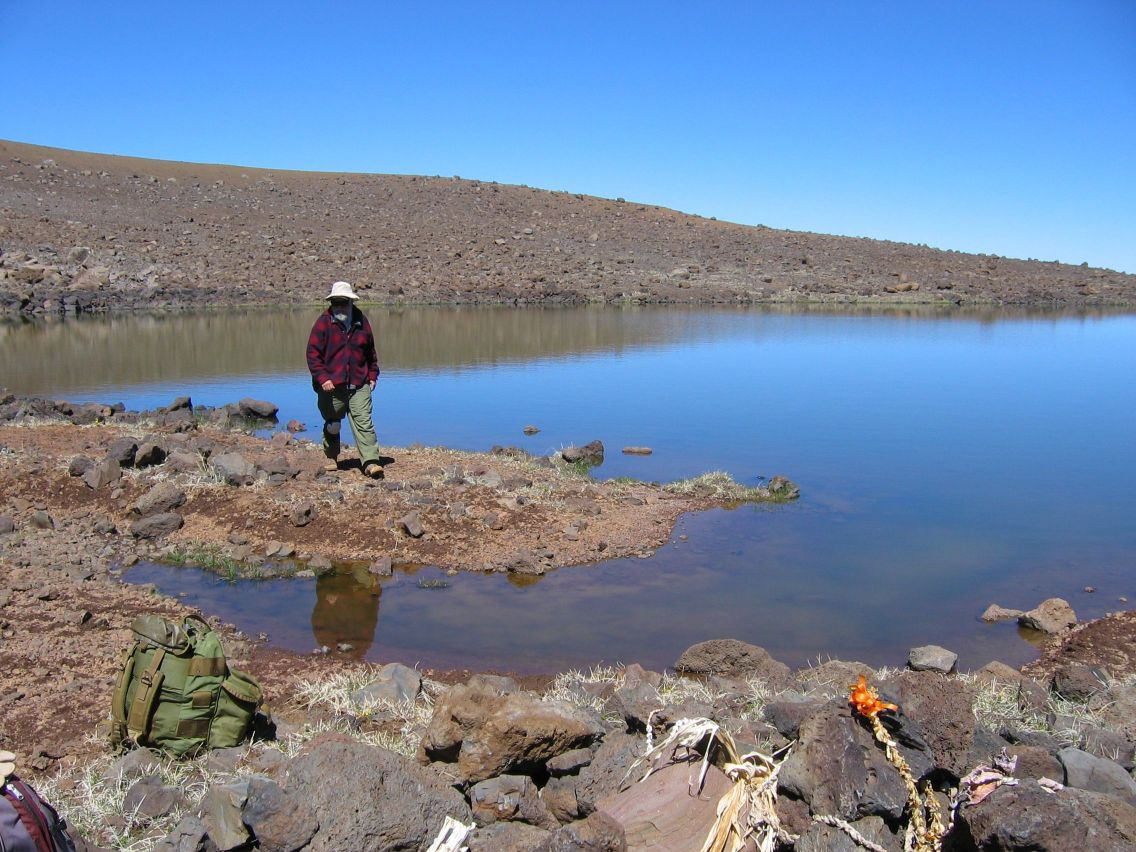
Lake Waiau, Juli 2006
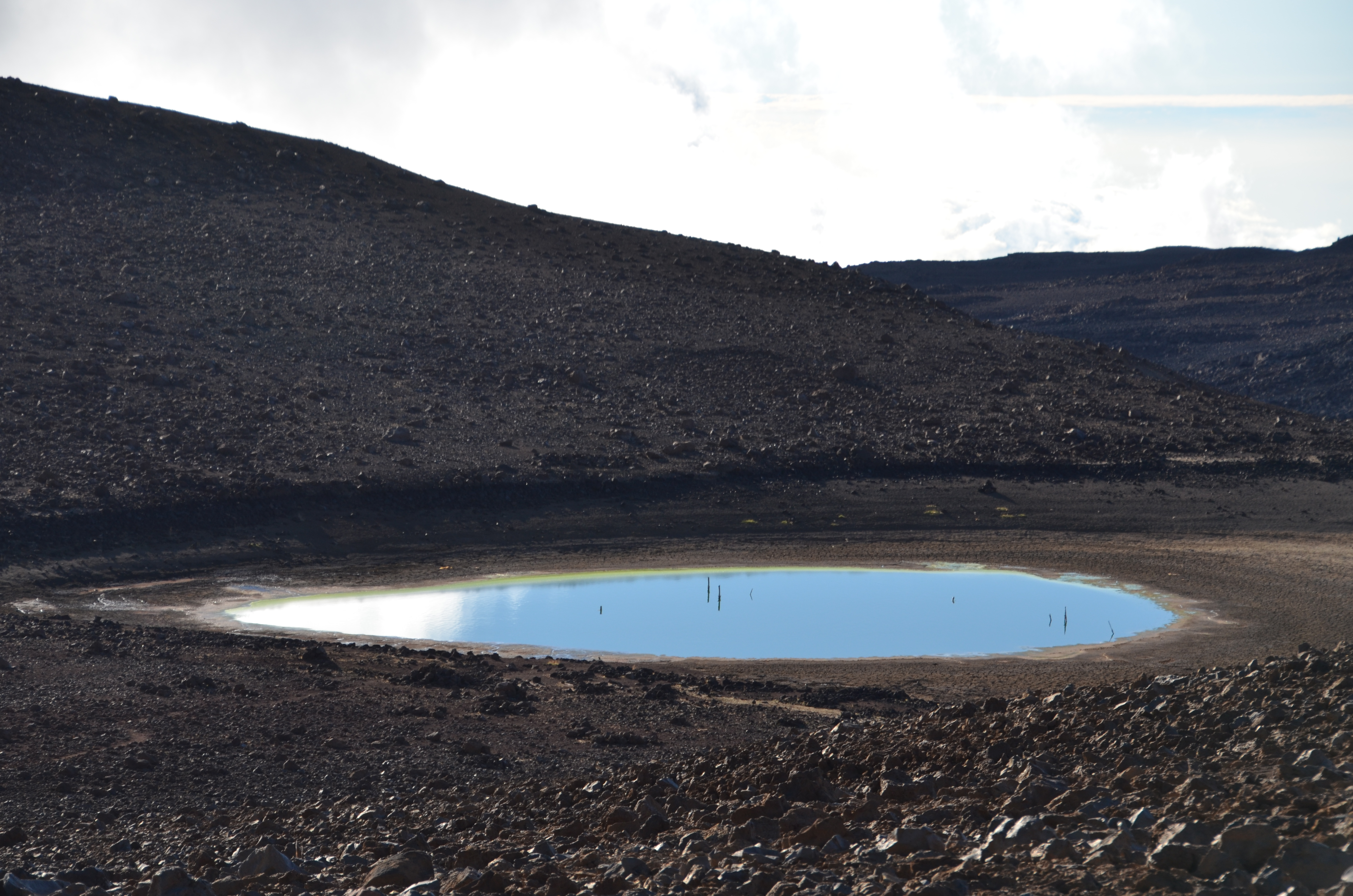
Lake Waiau – Rückgang Oktober 2012